# Курт, Оксана Фёдоровна
Оксана Фёдоровна Курт (урожд. Пархоменко; в первом браке Гулиева; род. 28 июля 1984 года) — азербайджанская волейболистка, игрок сборной Азербайджана и бакинского клуба «Азерйол». Выступает на позиции связующей.

## Карьера
| Годы      | Клуб                    |
| 1999-2000 | Nagliyatchi Baku        |
| 2000-2001 | Yeşilyurt (Стамбул)     |
| 2001-2007 | Azerrail (Баку)         |
| 2007      | Волеро Ле-Канне (Цюрих) |
| 2007-2008 | Azerrail (Баку)         |
| 2008-2009 | Fenerbahçe (Стамбул)    |
| 2009-2011 | Динамо (Москва)         |
| 2011-2013 | Azerrail (Баку)         |
| 2013-     | Azəryol (Баку)          |

## Достижения
- Обладательница Кубка топ-команд ЕКВ — 2002
- Бронзовый призёр Кубка ЕКВ — 2009
- Чемпион Азербайджана — 2003, 2004, 2005
- Чемпион Швейцарии — 2007
- Чемпион Турции — 2009
- Обладатель кубка России — 2009
- Вице-чемпион России — 2010, 2011

## Семья
Сестра Оксаны — Елена — тоже волейболистка.
В 2011 году вышла замуж. В августе 2017 года родила сына.